# David Alberto Cossio
Poeta, dramaturgo e historiador mexicano. Nació en San Luis Potosí el 7 de agosto de 1883 y murió en la ciudad de México el 16 de agosto de 1939. Ya para 1908 residía en Monterrey, México. En 1911 figuró como orador en una fiesta de homenaje a Francisco I. Madero. Descolló en el vida política local, habiendo ocupado los cargo de alcalde provisional de Monterrey; senador de la república, tesorero general de Estado , secretario general de gobierno y gobernador interino.
En la segunda década del siglo XX colaboró en Zig-Zag. Después fue editorialista del periódico El Porvenir. Excelente poeta y dramaturgo, la mayor parte de sus obras fueron representadas en diversas ciudades del país. Se dedicó también a las investigaciones históricas, habiendo organizado el Tercer Congreso de Historia, celebrado en Monterrey. Como murió en la ciudad de México, sus restos fueron trasladados a la ciudad de Monterrey. Está sepultado en el panteón del Carmen

## Obras
TEATRO:
Los apuros de papá (1905);
Paco y Paca (1905);
Fray Amadís (1906);
Las alas de Colás (1906);
Dios lo perdone (1907);
Confusión (1907);
La conquista del aire (1907);
El buen gobierno (1908);
Vidas soñadas (1908);
La rebelde (1913);
El pecado de la sangre (1914